# 815 Naval Air Squadron
815ème Escadron aéronaval
Le 815 Naval Air Squadron ou 815 NAS, surnommé les Strike Deep, est un escadron de la Royal Navy du Fleet Air Arm. Il est actuellement équipé de l'hélicoptère d'attaque HMA2 Wildcat et est basé à la Royal Naval Air Station Yeovilton (RNAS Yeovilton) dans le Somerset. L'escadron a été formé en 1939, dissout et reformé plusieurs fois, la dernière fois en 1981.
C'est le Wildcat Naval Air Squadron de première ligne de la Marine et il est le plus grand escadron d'hélicoptères d'Europe occidentale avec 15 unités.

## Historique

### Origine
L'escadron s'est formé au RNAS Worthy Down (en) le 9 octobre 1939, à partir des restes des escadrons 811 Naval Air Squadron (en) et 822 Naval Air Squadron (en) qui avaient survécu au naufrage de leur porte-avions HMS Courageous (50) en septembre 1939, avec des avions Fairey Swordfish. L'escadron s'est dissout en novembre 1939 mais s'est reformé le même mois.

### Seconde guerre mondiale

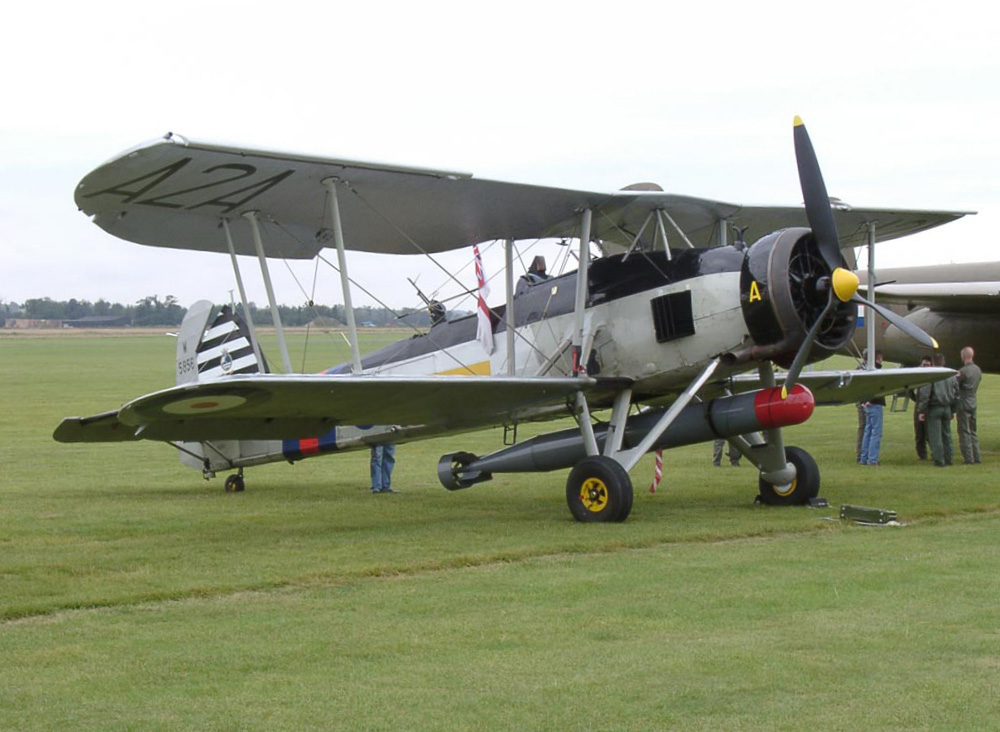
Fairey Swordfish

En mai 1940, l'escadron apporta son soutien à l'évacuation de Dunkerque. En juin 1940, l'escadron embarque sur le HMS Illustrious (87) pour la Méditerranée, attaquant Benghazi, Rhodes et Tobrouk.L'escadron participe à la bataille de Tarente en novembre 1940. En mars 1941, l'escadron participe à la bataille du cap Matapan. Rééquipé en août 1941, avec un mélange d'avions Fairey Swordfish et Fairey Albacore, il participe à l'appui de la campagne nord-africaine. En juillet 1943, le 815 Squadron est affecté au No. 201 Group RAF (en) puis participe à l'Opération Husky le 10 juillet 1943, avant sa dissolution.

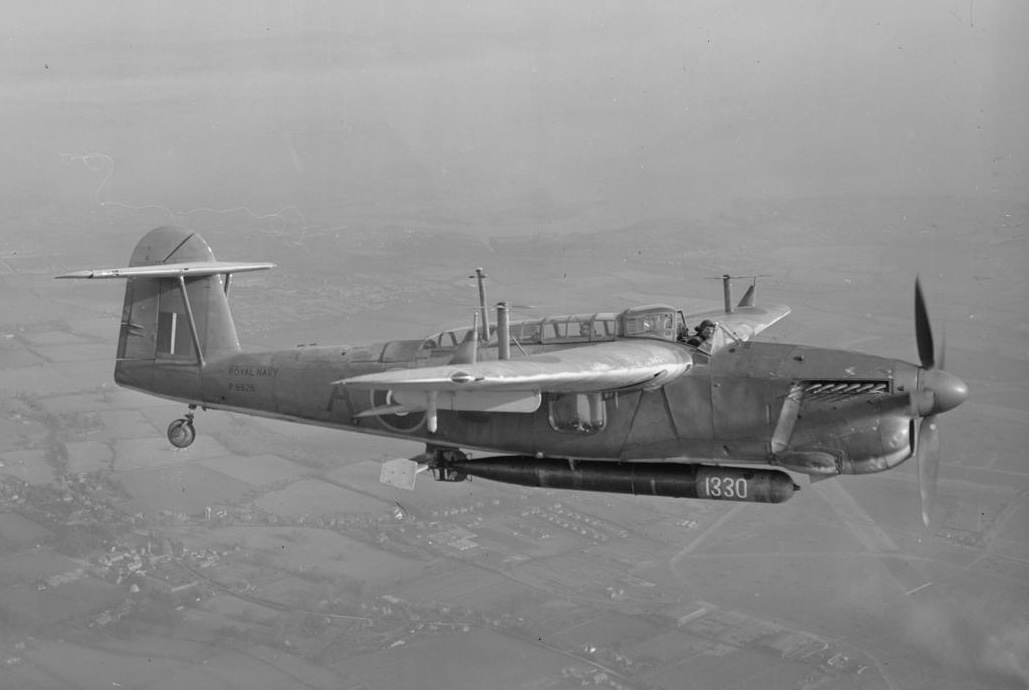
Fairey Barracuda

L'escadron s'est reformé en octobre 1943 au RNAS Lee-on-Solent (HMS Daedalus) (en) pour opérer le bombardier-torpilleur Fairey Barracuda, depuis le HMS Indomitable (92) avec l'Eastern Fleet, attaquant des cibles à Sumatra (août-septembre 1944). En novembre 1944, l'escadron se dissout et se reforme en décembre au RNAS Machrihanish (HMS Landrail), pilotant des Barracudas pour des opérations anti-sous-marines, le mois suivant étant consacré à l'entraînement à l'appontage sur leHMS Campania (D48). L'escadron a été transféré en Extrême-Orient à bord du HMS Smiter (D55) mais n'a vu aucune action avant le VJ-Day et est retourné au Royaume-Uni en septembre 1945 à bord du HMS Fencer (D64).

### Après-guerre

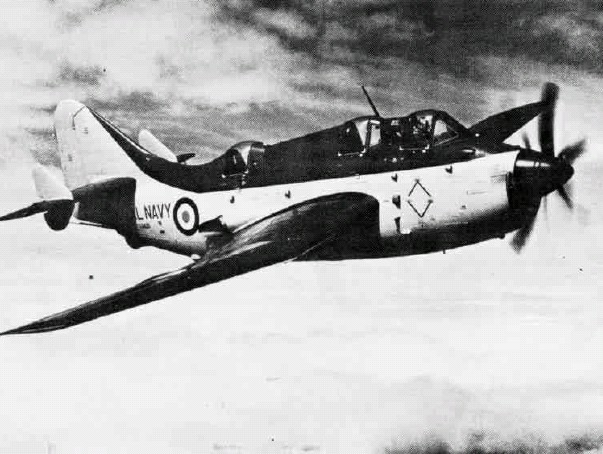
Un Fairey Gannet AS.4

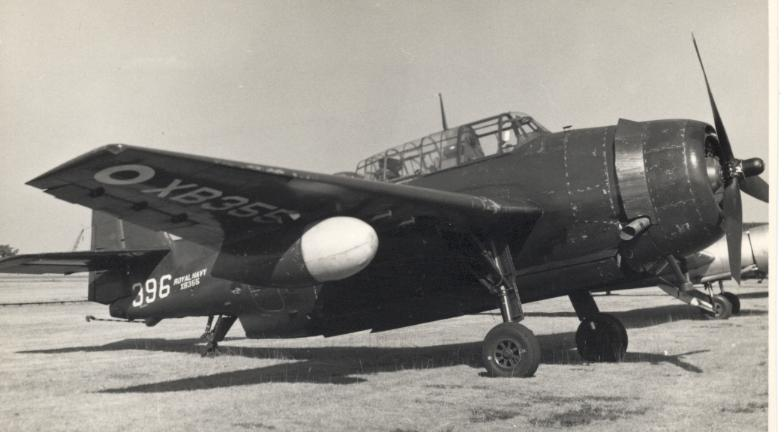
Un Grumman Avenger AS.5

L'escadron s'est dissout quelque temps après la guerre et s'est reformé en 1947 à partir du 744 Naval Air Squadron, pilotant des Grumman TBF Avenger, qui ont été remplacés par des Fairey Gannet, le dernier avion à voilure fixe de l'escadron lors de sa dissolution au Royal Naval Air Station Culdrose (HMS Seahawk), en juillet 1958.

### Transition sur hélicoptère
En septembre 1958, l'escadron s'est reformé sur des hélicoptères Westland Whirlwind HAS.7, passant au RNAS Portland (HMS Osprey) (en). L'escadron s'est finalement dissout en août 1959 en étant renuméroté en 737 Naval Air Squadron (en). L'escadron se reforme à nouveau le 8 septembre 1959, toujours sur Whirlwind et après une tournée en Extrême-Orient sur le HMS Albion (R07), il se dissout à nouveau en décembre 1960.

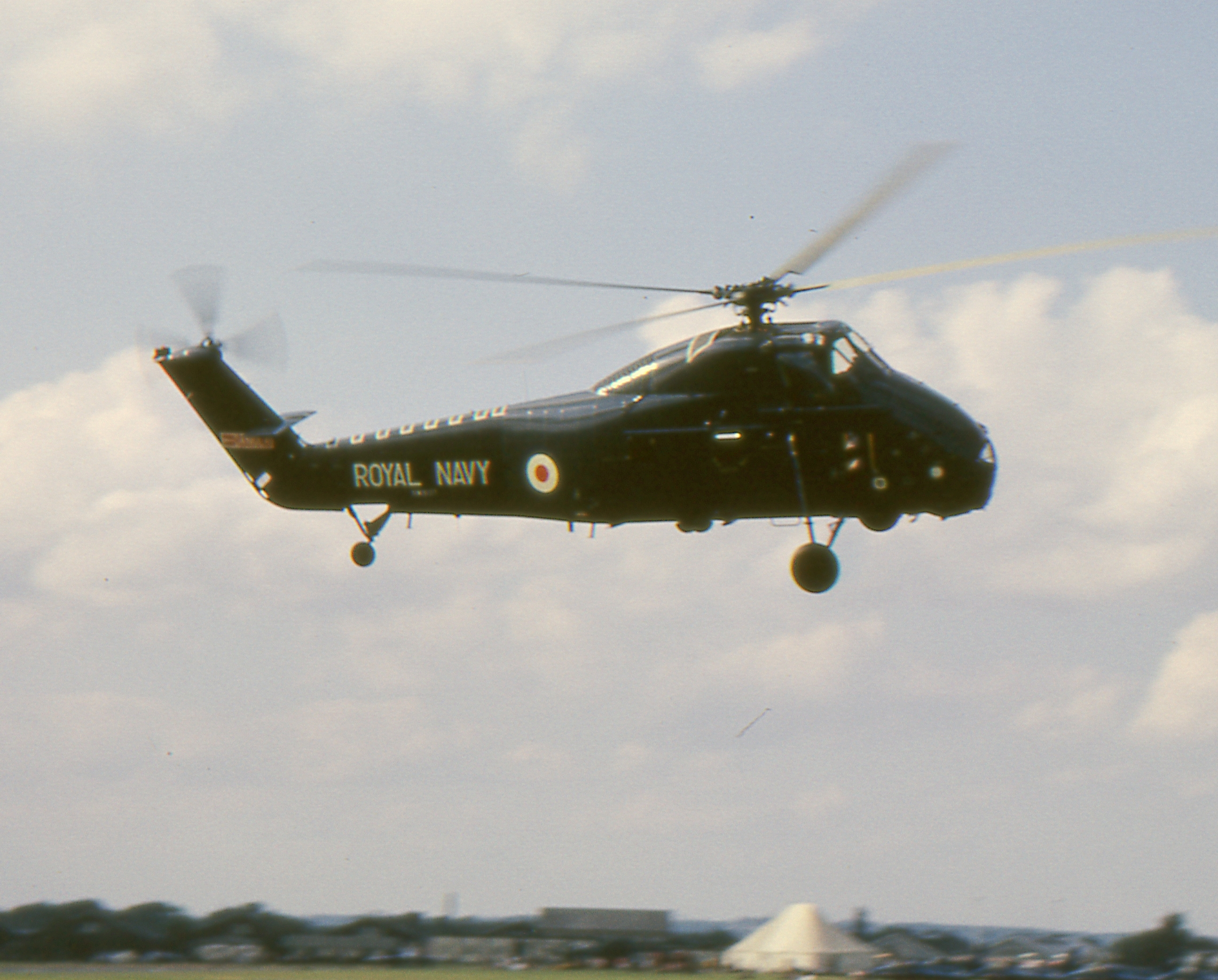
Un Westland Lynx HMA.8 du 815 NAS

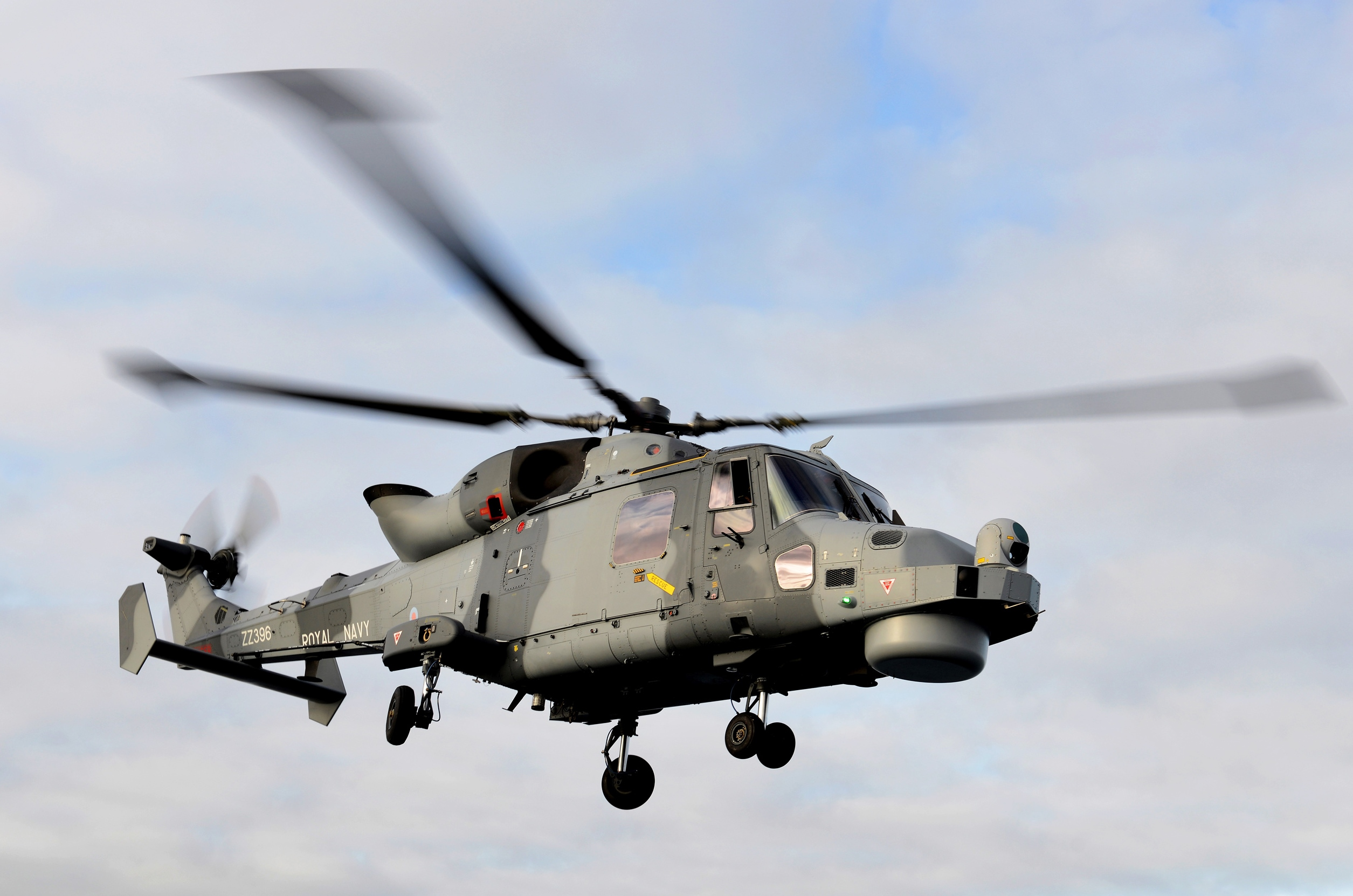
Wildcat du Fleet Air Arm

Le 4 juillet 1961, l'escadron a été remis en service au RNAS Culdrose avec le Westland Wessex HAS.1. L'escadron s'est embarqué sur le HMS Ark Royal (R09) en novembre 1961, puis sur le HMS Centaur (R06) en 1964 et a fourni un soutien contre les troubles à Aden et au Tanganyika (aujourd'hui la Tanzanie). Après un déploiement final sur Ark Royal, l'unité s'est dissoute au RNAS Culdrose en octobre 1966.
En janvier 1981, après une interruption d'environ 15 ans, l'escadron a été remis en service au RNAS Yeovilton (HMS Heron) avec le Lynx HAS.2 comme escadron de quartier général pour les vols de Lynx embarqués. Il a ensuite déménagé au RNAS Portland (HMS Osprey) (en) en 1982 et il a participé à la guerre des Malouines de 1982. Les vols ont été partagés avec le 829 Naval Air Squadron jusqu'à leur fusion en 1993, pour devenir le plus grand escadron d'hélicoptères au monde. En 1998-1999, après une absence de près de 17 ans, l'unité est revenue au RNAS Yeovilton, avec la fermeture du RNAS Portland.
En septembre 2000, un hélicoptère Lynx du 815 NAS a participé à l'Opération Barras. Plusieurs des hélicoptères Lynx font partie du Response Force Task Group (en). En novembre 2012, le Lynx du 217 Flight s'est déployé dans la Corne de l'Afrique pendant quatre mois à bord de la frégate française Surcouf, le premier déploiement prolongé d'un hélicoptère britannique sur un navire de guerre français.
Le Wildcat HMA2 est actuellement l'hélicoptère léger embarqué standard de la Fleet Air Arm. L'escadron exploite actuellement celui-ci depuis le 19 avril 2016, qui a remplacé les Lynx HMA8.

### UK Carrier Strike Group 21
Le 815 NAS a embarqué sur le  HMS Queen Elizabeth (R08) pour son premier déploiement en 2021, lors de l'United Kingdom Carrier Strike Group 21, avec la Fleet Air Arm de la Royal Navy, en tant qu'unité de protection.